# Kopernicij
Kopernicij je sintetični kemični element s simbolom Cn in atomskim številom 112. Njegovi znani izotopi so izredno radioaktivni in so bili ustvarjeni le v laboratoriju. Najstabilnejši znani izotop, kopernicij-285, ima razpolovni čas približno 28 sekund. Kopernicij je bil prvič ustanovljen leta 1996 v Centru za raziskave težkih ionov GSI Helmholtz blizu Darmstadta v Nemčiji. Ime je dobil po astronomu Nikolaju Koperniku.
V periodnem sistemu elementov je kopernicij transaktinoidni element v d-bloku in element 12. skupine. Med reakcijami z zlatom se je izkazalo, da je izredno hlapljiva snov, tako da je verjetno plin ali hlapljiva tekočina pri standardni temperaturi in tlaku.
Izračunano je, da ima kopernicij več lastnosti, ki se razlikujejo od njegovih lažjih homologov v 12. skupini, cinka, kadmija in živega srebra; zaradi relativističnih učinkov se lahko namesto s 7s veže s 6d elektroni in je morda bolj podoben žlahtnim plinom, kot je radon, kot pa homologom 12. skupine. Izračuni kažejo, da lahko kopernicij kaže oksidacijsko stanje +4, medtem ko ga živo srebro kaže samo v eni spojini spornega obstoja, cink in kadmij pa sploh ne. Prav tako naj bi bilo težje oksidirati kopernicij iz nevtralnega stanja kot druge elemente 12. skupine in dejansko naj bi bil kopernicij najžlahtnejša kovina v periodnem sistemu. Trden kopernicij naj bi bil vezan večinoma z disperzijskimi silami, tako kot žlahtni plini; napovedi o njegovi strukturi prepovedanega pasu so različne, od žlahtne kovine do polprevodnika ali celo izolatorja.

## Uvod
Najtežja jedra nastanejo v jedrskih reakcijah, ki združijo dve drugi jedri neenake velikosti v eno; v grobem velja, da bolj, kot sta jedri glede na maso neenaki, večja je možnost, da bosta reagirali. Iz materiala iz težjih jeder se naredi tarča, ki jo nato bombardira snop lažjih jeder. Dve jedri se lahko združita v eno samo, če se dovolj približata; normalno se jedra (vsa pozitivno nabita) med seboj odbijajo zaradi elektrostatičnega odbijanja. Močna interakcija lahko to odbojnost premaga, vendar le na zelo kratki razdalji od jedra; jedra žarka se tako močno pospeši, da postane taka odbojnost nepomembna v primerjavi s hitrostjo jedra v snopu. Samo približevanje ni dovolj, da se dve jedri zlijeta: ko se dve jedri približata, običajno ostaneta skupaj približno 10−20 sekunde in se nato ločita (ne nujno v isti sestavi kot pred reakcijo), namesto da tvorita eno jedro. Če pride do fuzije, je začasna združitev, imenovana sestavljeno jedro, vzbujeno stanje. Da bi izgubilo energijo vzbujenja in doseglo stabilnejše stanje, se sestavljeno jedro razcepi ali izvrže enega ali več nevtronov, ki odnesejo odvečno energijo.
Žarek prehaja skozi tarčo in doseže naslednjo komoro – separator; če novo jedro nastane, potuje skupaj s tem žarkom. V separatorju se novo nastalo jedro loči od drugih nuklidov (prvotnega žarka in vseh drugih reakcijskih produktov) in prenese v pregradno-površinski detektor, ki jedro ustavi. Tam je zaznana natančna lokacija prihajajočega udarca na detektor; prav tako tudi njegova energija in čas prihoda. Prenos traja približno 10−6 sekunde; da jo lahko zazna, jedro med tem ne sme razpasti. Jedro se ponovno zabeleži, ko se zabeleži njegovo razpadanje in izmeri lokacija, energija in čas razpada.
Stabilnost jedra zagotavlja močna interakcija, vendar je njegov obseg zelo kratek; ko jedra povečamo, vpliv močne interakcije na najbolj oddaljene nukleone (protone in nevtrone) oslabi. Prav tako jedro raztrga elektrostatično odbijanje med protoni, saj ima neomejen domet. Za jedra najtežjih elementov je tako teoretično napovedan in doslej opazovan predvsem propad z razpadnimi načini, ki jih povzroča takšna odbijanje: alfa razpad in spontana cepitev; ti načini prevladujejo za jedra supertežkih elementov. Alfa razpadi so zaznani z oddajanjem alfa delcev, produkte razpada pa je enostavno določiti pred dejanskim razpadom; če takšno razpadanje ali niz zaporednih razpadov ustvari znano jedro, lahko prvotni produkt reakcije aritmetično določimo. Spontana cepitev proizvaja različna jedra kot produkte, zato prvotnega nuklida ni mogoče določiti od njegovih produktov.
Informacije, ki so na voljo fizikom, katerih namen je sintetizirati enega najtežjih elementov, so torej informacije, zbrane na detektorjih: lokacija, energija in čas prihoda delca na detektor ter podatki o njegovem razpadu. Fiziki analizirajo te podatke in skušajo ugotoviti ali jih je dejansko povzročil nov element in ali jih ni mogel povzročiti drugačen nuklid od tistega, katerega so iskali. Pridobljeni podatki pogosto ne zadoščajo za sklep, da je bil nov element vsekakor ustvarjen in če za opažene učinke ni druge razlage, so bile narejene napake pri interpretaciji podatkov.

## Zgodovina

### Odkritje
Kopernicij so Sigurd Hofmann, Victor Ninov in drugi prvič ustvarili 9. februarja 1996 v Gesellschaftu für Schwerionenforschung (GSI) v Darmstadtu v Nemčiji. Ta element je nastal z obstreljevanjem tarče iz jeder svinca-208 s pospešenimi jedri cinka-70 v težkoionskem pospeševalniku. En sam atom (o drugem so poročali, vendar je bilo ugotovljeno, da je temeljil na podatkih, ki si jih je izmislil Ninov) kopernicija je bil pridobljen in imel masno število 277.
208
82Pb + 70
30Zn → 278
112Cn* → 277
112Cn + 1
0Nt
Maja 2000 je GSI uspešno ponovil poskus za sintezo še enega atoma kopernicija-277. Ta reakcija se je leta 2004 ponovila na RIKEN-u z uporabo s plinom napolnjenega odbojnega separatorja in leta 2013 so sintetizirali še tri atome in potrdili podatke o razpadu, ki jih je sporočila ekipa GSI. To reakcijo so že poskusili leta 1971 na Združenem inštitutu za jedrske raziskave v Dubni v Rusiji, da bi dosegli 276Cn, vendar neuspešno.
Skupna delovna skupina IUPAC/IUPAP (JWP) je ocenila trditev o odkritju kopernicija s strani skupine GSI v letih 2001 in 2003. V obeh primerih so ugotovili, da ni dovolj dokazov za podporo njihove trditve. To je bilo v prvi vrsti povezano z nasprotujočimi si podatki o razpadu znanega nuklida raderfordija-261. Med letoma 2001 in 2005 je skupina GSI preučila reakcijo 248Cm(26Mg,5n)269Hs in lahko potrdila podatke o razpadanju hasija-269 in raderfordija-261. Ugotovljeno je bilo, da so bili obstoječi podatki o raderfordiju-261 za njegov izomer zdaj imenovan raderfordij-261m.
Maja 2009 je JWP znova poročal o trditvah o odkritju elementa 112 in uradno priznal ekipo GSI kot odkritelje elementa 112. Ta odločitev je temeljila na potrditvi lastnosti razpada jeder produktov, pa tudi na potrditvenih poskusih v podjetju RIKEN.
Od leta 1998 so bili opravljeni tudi poskusi na Združenem inštitutu za jedrske raziskave v Dubni v Rusiji za sintezo težjega izotopa 283Cn v reakciji vroče fuzije 238U(48Ca,3n)283Cn; največ opaženih atomov 283Cn je razpadlo s spontano cepitvijo, čeprav je bila zaznana veja alfa razpada na 279Ds. Medtem ko so bili začetni poskusi namenjeni ugotovitvi nuklida z dolgim razpolovnim časom treh minut na podlagi njegovega kemičnega vedenja, je bilo ugotovljeno, da ni podoben živemu srebru, kot bi pričakovali (kopernicij je v periodnem sistemu pod živim srebrom)  in zdaj se zdi, da dolgoživa dejavnost morda sploh ne bi bila od 283Cn, temveč od njegovega produkta z zajetjem elektrona 283Rg, s krajšim 4-sekundnim razpolovnim časom, povezanim z 283Cn. (Druga možnost je dodelitev metastabilnemu izomernemu stanju, 283mCn.) Medtem ko je s kasnejšim navzkrižnim bombardiranjem z reakcijama 242Pu + 48Ca in 245Cm + 48Ca uspelo potrditi lastnosti 283Cn in njegovih staršev 287Fl in 291Lv, kar je imelo pomembno vlogo pri sprejemanju odkritij flerovija in livermorija (elementa 114 in 116) s strani JWP leta 2011, je to delo nastalo po delu GSI na 277Cn in prednost je bila dodeljena GSI.

### Poimenovanje
Z uporabo Mendelejeve nomenklature za neimenovane in neodkrite elemente bi moral biti koperncij poimenovan eka-živo srebro. Leta 1979 je IUPAC objavil priporočila, v skladu s katerimi naj bi se element imenoval ununbij (z ustreznim simbolom Uub), tj. sistematično ime elementa kot začasno ime, dokler element ne bi bil odkrit (in odkritje nato potrjeno) ter določeno stalno ime. Čeprav so bila priporočila pogosto uporabljena v kemijski skupnosti na vseh ravneh, od učilnic kemije do poglobljenih učbenikov, so bila med znanstveniki s tega področja večinoma prezrta, ki so ga poimenovali "element 112" s simbolom E112, (112) ali celo preprosto 112. 
Po potrditvi odkritja ekipe GSI jih je IUPAC zaprosil, naj predlagajo trajno ime za element 112. Dne 14. julija 2009 so predlagali kopernicij s simbolom Cp, po Nikolaju Koperniku "v čast izjemnemu znanstveniku, ki je spremenil naš pogled na svet".

V standardnem šestmesečnem času razprave med znanstvenimi skupnostmi o imenovanju je bilo poudarjeno, da se simbol Cp prej poveže z imenom kasiopej (kasiopij), ki je zdaj znan kot Lutecij (Lu) in spojino ciklopentadien. Iz tega razloga IUPAC ni dovolil uporabe Cp kot simbola, zaradi česar je skupina GSI kot alternativo predlagala simbol Cn. 19. februarja 2010, na 537. obletnico Kopernikovega rojstva, je IUPAC uradno sprejel predlagano ime in simbol.

## Izotopi
Kopernicij nima stabilnih ali naravnih izotopov. V laboratoriju je bilo sintetiziranih več radioaktivnih izotopov, bodisi z zlivanjem dveh atomov bodisi z opazovanjem razpada težjih elementov. Poročali so o sedmih različnih izotopih z masnimi števili 277 in 281–286, poročali pa so tudi o enem nepotrjenem metastabilnem izomeru 285mCn. Večina teh razpada pretežno z alfa razpadom, nekateri pa s spontano cepitvijo, kopernicij-283 pa ima lahko vejo z zajetjem elektrona.
Izotop kopernicij-283 je bil pomemben za potrditev odkritij elementov flerovija in livermorija.

### Razpolovna doba
Vsi potrjeni izotopi kopernicija so izredno nestabilni in radioaktivni; na splošno so težji izotopi stabilnejši od lažjih. Najbolj stabilni znani izotop, 285Cn, ima razpolovno dobo 29 sekund; 283Cn ima razpolovni čas 4 sekunde in nepotrjena 285mCn in 286Cn imata razpolovni čas približno 15 in 8,45 sekunde. Drugi izotopi imajo razpolovni čas krajši od ene sekunde. 281Cn in 284Cn imata razpolovni čas nekaj desetink sekunde, druga dva izotopa pa imata razpolovni čas malo pod eno milisekundo. Predvideno je, da imata lahko težja izotopa 291Cn in 293Cn razpolovni dobi, daljši od nekaj desetletij, saj naj bi ležala blizu središča teoretičnega otoka stabilnosti in bi lahko nastala v r-procesu ter da bi ju lahko zaznali v kozmičnih žarkih, čeprav bi se pojavljala v količinah približno 10−12-krat toliko kot svinca.
Najlažji izotopi kopernicija so bili sintetizirani z neposredno fuzijo med dvema lažjima jedroma in kot produkti razpada (razen 277Cn, za katerega ni znano, da je produkt razpada), medtem ko je za težje izotope znano, da nastanejo le z razpadom težjih jeder. Najtežji izotop, pridobljen z neposredno fuzijo, je 283Cn; tri težje izotope, 284Cn, 285Cn in 286Cn, smo opazili le kot produkte razpada elementov z večjimi atomskimi števili.
Leta 1999 so ameriški znanstveniki z univerze v Kaliforniji Berkeley objavili, da jim je uspelo sintetizirati tri atome 293Og. Poročali so, da so ta matična jedra zaporedoma oddala tri delce alfa, da so tvorila jedra kopernicija-281, za katera je trdila, da so bila podvržena alfa razpadu in izvržejo alfa delce z energijo razpada 10,68 MeV in razpolovno dobo 0,90 ms, vendar je bil njihov zahtevek umaknjen leta 2001. Ta izotop je leta 2010 izdelala ista ekipa. Novi podatki so bili v nasprotju s prejšnjimi (izmišljenimi) podatki. 

## Predvidene lastnosti
Izmerjenih je bilo zelo malo lastnosti kopernicija ali njegovih spojin; to je posledica izjemno omejene in drage proizvodnje ter dejstva, da kopernicij (in njegovi starši) zelo hitro razpadejo. Izmerjenih je bilo nekaj edinstvenih kemijskih lastnosti in tališče, vendar lastnosti kopernicija kot kovine na splošno ostajajo neznane in večinoma so na voljo le napovedi.

### Kemične
kopernicij je deseti in zadnji član bloka 6d in je najtežji element 12. skupine v periodnem sistemu, pod cinkom, kadmijem in živim srebrom. Predvideva se, da se bo bistveno razlikoval od lažjih elementov iste skupine. Pričakuje se, da bodo valenčne s podlupine elementov 12. skupine in 7. periode najmočneje relativistično skrčene pri koperniciju. Zaradi tega in polne lupine je kopernicij verjetno zelo žlahtna kovina. Standardni potencial redukcije +2,1 V je napovedan za par Cn 2+/Cn. Kopernicijeva predvidena prva ionizacijska energija 1155 kJ/mol se skoraj ujema s žlahtnim plinom ksenonom, katerega je 1170,4 kJ/mol. Tudi kovinske vezi v koperniciju bi morale biti zelo šibke, zaradi česar bi lahko postal izredno hlapen, tako kot žlahtni plini, in bi lahko bil plin pri sobni temperaturi, vendar bi moral biti sposoben tvoriti kovinske vezi z bakrom, paladijem, platino, srebrom in zlatom; te vezi naj bi bile le približno 15–20 kJ/mol šibkejše od analognih vezi z živim srebrom. V nasprotju s prejšnjimi predlogi ab initio izračuni z visoko stopnjo natančnosti napovedujejo, da je kemija enovalenčnega kopernicija bolj podobna kemiji živega srebra kot pa žlahtnih plinov. Slednji rezultat je mogoče razložiti z močno interakcijo med spinom in tirom, ki bistveno zniža energijo pri koperniciju nezasedenega bloka 7p1/2.
Ko je kopernicij ioniziran, se lahko njegova kemija razlikuje od cinka, kadmija in živega srebra. Zaradi stabilizacije elektronskih orbital 7s in destabilizacije 6d, kar povzročajo relativistični učinki, bo verjetno imel Cn2+ elektronsko konfiguracijo [Rn] 5f14 6d8 7s2, pri čemer bo 6d orbitale uporabil pred 7s, za razliko od homologov. Dejstvo, da 6d elektroni lažje sodelujejo pri kemijski vezi, pomeni, da se lahko, ko je kopernicij ioniziran, obnaša bolj kot prehodna kovina kot njegovi lažji homologi, zlasti v možnem oksidacijskem stanju +4. V vodnih raztopinah lahko kopernicij tvori oksidacijsko stanje +2 in morda tudi +4. Dvoatomni ion Hg2+
2, ki vsebuje živo srebro v oksidacijskem stanju +1, je dobro znan, toda Cn2+
2 ion naj bi bil nestabilen ali celo ne bi obstajal.  Kopernicijev(II) fluorid, CnF2, bi moral biti bolj nestabilen kot analogna živosrebrna spojina, živosrebrov(II) fluorid (HgF2), in bi lahko celo spontano razpadel v sestavne elemente. V polarnih topilih naj bi prednostno tvoril anione CnF−
5 in CnF−
3 in ne analognih nevtralnih fluoridov (CnF4 oziroma CnF2), čeprav sta analogna bromidna ali jodidna iona morda bolj stabilna pri hidrolizi v vodni raztopini. CnCl2−
4 in CnBr2−
4 bi morala tudi obstajati v vodni raztopini. Kljub temu novejši poskusi dvomijo o morebitnem obstoju HgF4 in nekateri izračuni dejansko kažejo, da sta HgF4 in CnF4 dejansko nevezana in dvomljiva. Tvorba termodinamično stabilnih fluoridov kopernicija(II) in (IV) bi bila analogna kemiji ksenona. Pričakuje se, da bo kopernicij, analogno živosrebrovemu(II) cianidu (Hg(CN)2), tvoril stabilen cianid, Cn(CN)2.

### Fizikalne in atomske
Kopernicij naj bi bil gosta kovina z gostoto 14,0 g/cm3 v tekočem stanju pri 300 K; to je blizu znani gostoti živega srebra, ki znaša 13,534 g/cm3. (Trdni kopernicij pri enaki temperaturi bi moral imeti večjo gostoto 14,7 g/cm3.) To je posledica učinkov izničenja večje atomske teže kopernicija zaradi večjih medatomskih razdalj v primerjavi z živim srebrom. Nekateri izračuni so napovedovali, da je kopernicij plin pri sobni temperaturi, zaradi česar bo zaradi zaprte lupine prva plinasta kovina v periodnem sistemu (druga je flerovij, eka-svinec); razlog za to je elektronske konfiguracije kopernicija in flerovija. Izračun leta 2019 se strinja s temi napovedmi o vlogi relativističnih učinkov, kar kaže, da bo kopernicij hlapna tekočina, ki jo v običajnih pogojih vežejo disperzijske sile. Njegovo tališče je ocenjeno na 283±11 K in njegovo vrelišče na 340±10 K, slednje je v soglasju z eksperimentalno ocenjeno vrednostjo 357+112
−108. Atomski polmer kopernicija naj bi bil približno 147 pm. Zaradi relativistične stabilizacije 7s orbitale in destabilizacije 6d orbitale se predvideva, da ioni Cn+ in Cn2+ namesto elektronov v 7s oddajo 6d elektrone, kar je nasprotno od vedenja njegovih lažjih homologov. 
Poleg relativističnega krčenja in vezave podlupine 7s naj bi se orbitala 6d5/2 destabilizirala tudi zaradi interakcije med spinom in tirom, zaradi česar se po velikosti, obliki in energiji obnaša podobno kot 7s. Napovedi pričakovanega prepovedanega pasu kopernicija so različne. Izračuni v letu 2007 so pričakovali, da je lahko kopernicij polprevodnik s prepovedanim pasom približno 0,2 eV ter da kristalizira v heksagonalno gosto zloženi kristalni strukturi. Izračuni v letih 2017 in 2018 so predlagali, da bi moral biti kopernicij žlahtna kovina pri standardnih pogojih s ploskovno centrirano kubično kristalno strukturo: zato ne bi smel imeti prepovedanega pasu, kot jo ima živo srebro, čeprav naj bi gostota stanj na Fermijevem nivoju bila nižja za kopernicij kot za živo srebro. Izračuni leta 2019 so nato nakazali, da ima dejansko kopernicij velik prepovedani pas 6,4 ± 0,2 V, ki je podoben tistemu pri žlahtnem plinu radonu (7,1 V) in bi bil izolator; Na podlagi teh izračunov naj bi kopernicij vezale večinoma disperzijske sile, kot pri žlahtnih plinih. Tako kot živo srebro, radon in flerovij, ne pa kot oganeson (eka-radon), tudi kopernicij nima elektronske afinitete.

## Eksperimentalna kemija v atomičnem plinu
Zanimanje za kemijo kopernicija so sprožile napovedi, da bo imel največje relativistične učinke v celotni 7. periodi in 12. skupini in dejansko med vsemi stoosemnajstimi znanimi elementi. Pričakuje se, da bo kot atom kopernicij imel elektronsko konfiguracijo [Rn] 5f14 6d10 7s2, zato bi moral po Aufbarjevem principu pripadati 12. skupini periodnega sistema. Kot tak se mora obnašati kot težji homolog živega srebra in tvoriti močne binarne spojine z žlahtnimi kovinami, kot je zlato. Preizkusi reaktivnosti kopernicija so bili osredotočeni na adsorpcijo atomov elementa 112 na zlato površino pri različnih temperaturah, da bi izračunali adsorpcijsko entalpijo. Zaradi relativistične stabilizacije elektronov 7s kopernicij kaže lastnosti, podobne radonu. Izvedeni so bili poskusi s hkratnim tvorjenjem radioizotopov živega srebra in radona, kar je omogočilo primerjavo adsorpcijskih lastnosti.
Prvi kemijski poskusi na koperniciju so bili izvedeni z reakcijo 238U(48Ca,3n)283Cn. Zaznali so ga s spontano cepitvijo iskanega izotopa z razpolovno dobo 5 minut. Analiza podatkov je pokazala, da je kopernicij bolj hlapljiv kot živo srebro in da ima lastnosti žlahtnih plinov, vendar pa je zmeda glede sinteze kopernicija-283 povzročila nekaj dvoma o teh eksperimentalnih rezultatih. Glede na to negotovost je med aprilom in majem 2006 na JINR skupina FLNR-PSI izvedla poskuse, ki so preskušali sintezo tega izotopa kot produkta v jedrski reakciji 242Pu(48Ca,3n)287Fl. (Fuzijska reakcija 242Pu + 48Ca ima nekoliko večji presek kot reakcija 238U + 48Ca, tako da je najboljši način za izdelavo kopernicija za kemično eksperimentiranje kot produkt flerovija.) V tem poskusu sta bila nedvoumno identificirana dva atoma kopernicija-283 in raziskane so bile adsorpcijske lastnosti, ki kažejo, da je kopernicij zaradi šibke vezi med kovino in kovino z zlatom bolj hlapljiv homolog živega srebra. To je skladno s splošnimi navedbami nekaterih relativističnih izračunov, da je kopernicij "bolj ali manj" homologen živemu srebru, vendar je bilo leta 2019 poudarjeno, da je ta rezultat lahko preprosto posledica močnih interakcij razpršitve.
Aprila 2007 so ta poskus ponovili in pozitivno identificirali nadaljnje tri atome kopernicija-283. Potrjena je bila adsorpcijska lastnost in navedeno je bilo, da ima kopernicij adsorpcijske lastnosti v soglasju s tem, da je najtežji član 12. skupine. Ti poskusi so omogočili tudi prvo eksperimentalno oceno vrelišča na 84 +112
−108 °C, tako da gre lahko za plin pri običajnih pogojih.
Ker se lažji elementi 12. skupine pogosto pojavljajo kot halkogenidne rude, so bili leta 2015 izvedeni poskusi, pri katerih se nanosilo atome kopernicija na površino selena, da so tvorili kopernicijev selenid CnSe. Opazili so reakcijo atomov kopernicija s trigonalnim selenom, da nastane selenid, z ΔHadsCn(t-Se) > 48 kJ/mol, pri čemer je kinetična ovira pri tvorbi selenida nižja za kopernicij kot za živo srebro. To je bilo nepričakovano, saj se stabilnost selenidov 12. skupine zmanjšuje navzdol po skupini od ZnSe do HgSe, medtem pa se povečuje navzdol 14. skupine od GeSe do PbSe.